# Weitersfeld
Weitersfeld är en ort och kommun  i Österrike. Den ligger i distriktet Horn i förbundslandet Niederösterreich, 80 km nordväst om huvudstaden Wien. 
Kommunen består av tolv orter (Ortschaften) (inom parentes invånarantal 1 januari 2024):

- Fronsburg (112)
- Heinrichsdorf (66)
- Nonnersdorf (37)
- Oberfladnitz (67)
- Oberhöflein (134)
- Obermixnitz (105)
- Prutzendorf (47)
- Rassingdorf (52)
- Sallapulka (61)
- Starrein (129)
- Untermixnitz (77)
- Weitersfeld (656)